# Homalonotus
Homalonotus – rodzaj stawonogów z wymarłej gromady trylobitów, z rzędu Phacopida. Żył w okresie syluru.
Gatunki:
- Homalonotus armatus
- Homalonotus dekayi
- Homalonotus delphinocephalus
- Homalonotus expansus
- Homalonotus roemeri